# Witloof Bay
Witloof Bay is een Belgische band.

## Biografie
In 2005 besloten zes vrienden hun liefde voor jazz, pop, a capella en beatbox te verenigen in een groepje. Ze laten zich inspireren door The Real Group, Take 6, The Swingle Singers en The Singers Unlimited. De band brengt zowel een Engels- als een Franstalig repertoire. Met leden uit zowel Wallonië, Vlaanderen als Brussel, vertegenwoordigt de groep heel België.
Eind 2007 bracht de groep haar eerste, titelloze album uit.

## Eurovisiesongfestival
Op 12 februari 2011 werd de band gekozen om het land te vertegenwoordigen op het Eurovisiesongfestival 2011 in Düsseldorf, Duitsland. Witloof Bay won de nationale finale Eurovision 2011: qui? A vous de choisir! met het nummer With love baby met het maximum van de punten van zowel de vakjury als het publiek. De groep ging echter niet door naar de finale van het festival. Het viel net uit de top 10 die wel doorging, met één punt verschil met de nummer 10.

## Discografie

### Singles
| Single met hitnotering(en) in de Vlaamse Ultratop 50 | Datum van verschijnen | Datum van binnenkomst | Hoogste positie | Aantal weken | Opmerkingen |
| ---------------------------------------------------- | --------------------- | --------------------- | --------------- | ------------ | ----------- |
| With love baby                                       | 06-05-2011            | 14-05-2011            | tip42           | -            |             |